# Brasilienand
Brasilienand (Amazonetta brasiliensis) är en sydamerikansk fågel inom familjen änder (Anatidae).

## Utseende

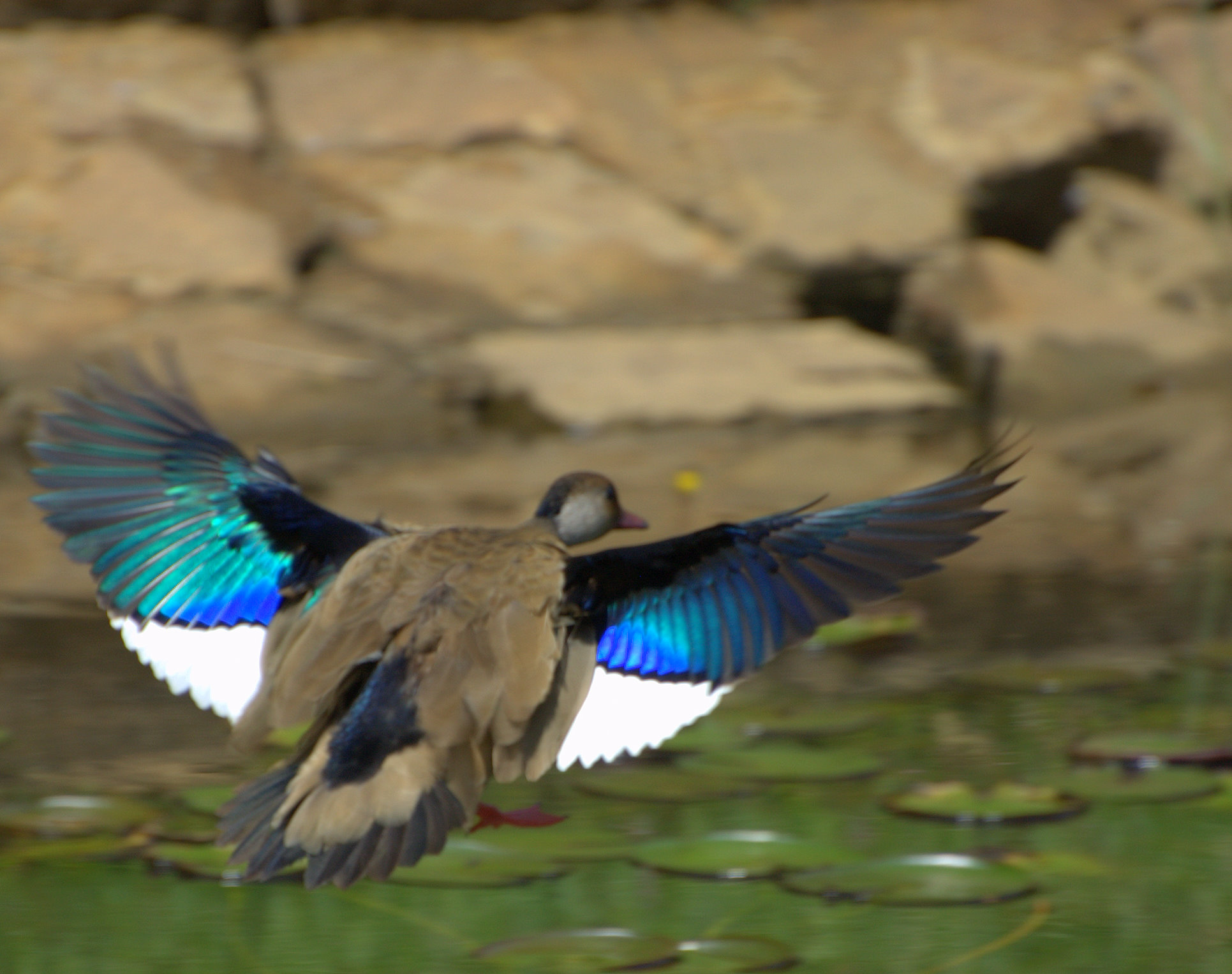
I flykten syns de starkare färgerna på de större täckarna.

Brasilienanden har en ljusbrun fjäderdräkt med en mörk stjärt, ljusbruna övre stjärttäckare och mörk övergump. På ovansidan vingen är handpennorna gråbruna, de mindre och mellersta täckarna svarta, de större täckarna har en grönblålila färg med metallisk glans och armpennorna är vita. Den adulta hanen har en röd näbb och rödorangea ben som båda blir rödare i praktdräkt. Den har också ett tydligt ljusgrått område på sidan av huvudet, bakom ögat och ner på halsen, och ett mörkt smalt område som börjar på hjässan och går ned i nacken och ned på baksidan av halsen. Den adulta honans färger är mindre klara och hon har en gråbrun näbb och orangea ben. På vardera sidan om pannan, ovanför ögat har hon en vit fläck och även ett vitt parti som sträcker sig ned på sidan av strupen.

## Utbredning och systematik
Arten återfinns genom hela östra Sydamerika från Uruguay till norra Argentina, med ett kärnområde i Venezuela och i norra och centrala Brasilien. Den delas upp i två underarter:
- Amazonetta brasiliensis brasiliensis – nominatformen förekommer i Colombia, Venezuela, Guyana och i merparten av Brasilien.
- Amazonetta brasiliensis ipecutiri (Vieillot 1816) – förekommer i östra Bolivia, södra Brasilien, Paraguay, Uruguay och nordöstra Argentina.

### Släktskap
Fågeln har tidigare placerats i släktet Anas, men förs numera till det egna släktet Amazonetta. Dess närmaste släktingar är arterna tofsand (Lophonetta specularioides) och bronsvingad and (Speculanas specularis), även de i var sina egna släkten. Dessa är i sin tur systergrupp med ångbåtsänderna i Tachyeres. Alla dessa har sin hemvist i Sydamerika.

## Ekologi
Fågeln föredrar biotoper med större ansamlingar med färskvatten en bit från kusten där det finns tät vegetation. De lever i par eller i mindre grupper, upp till tjugo individer. Båda föräldrar tar hand om ungarna. Den äter frön, rötter och insekter, medan andungarna bara äter insekter.

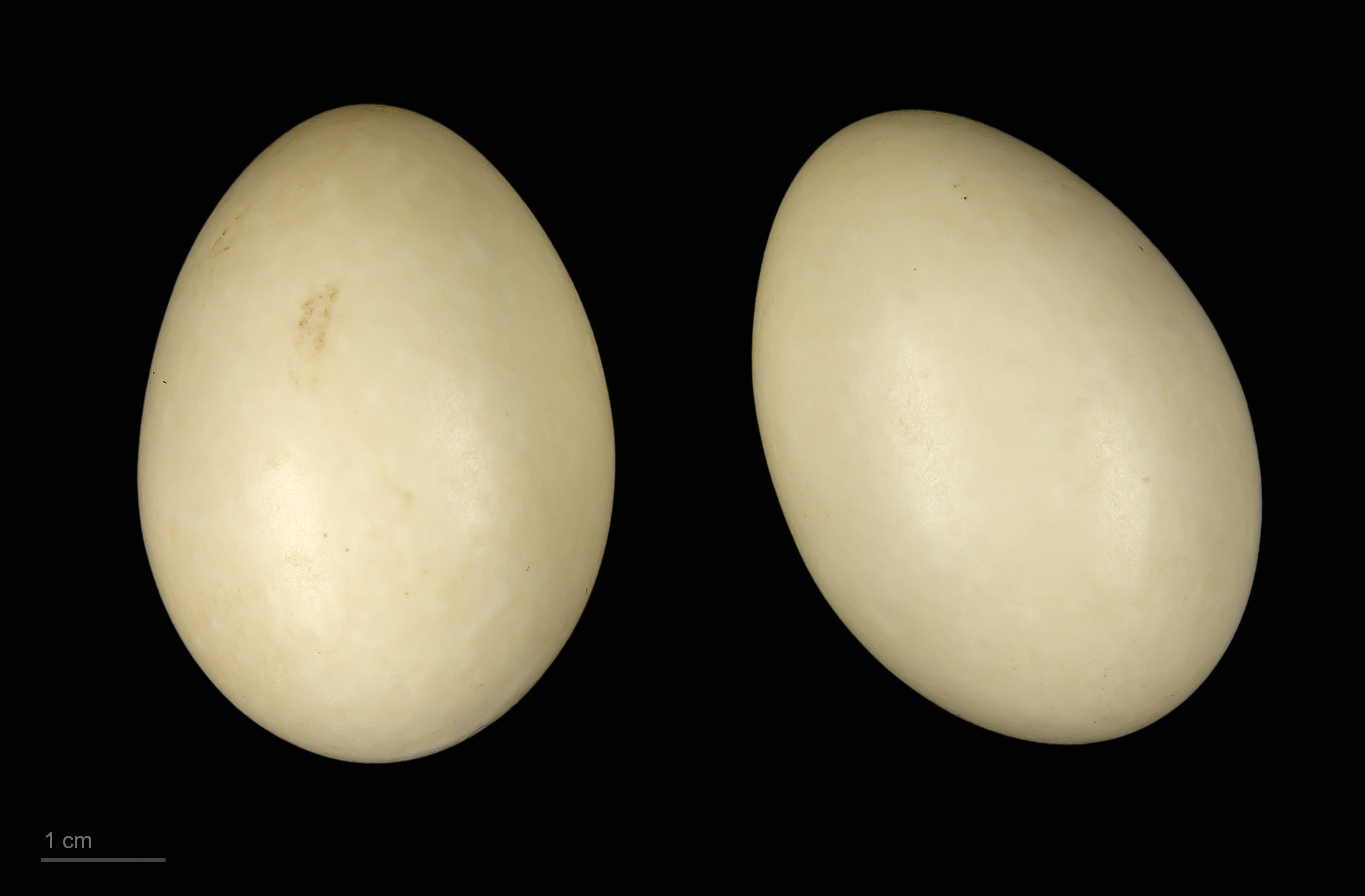
Amazonetta brasiliensis

## Status och hot
Arten förekommer över ett stort område som uppskattas till 8 800 000 km² och man uppskattade år 2002 att världspopulationen bestod av 110 000-1 100 000 individer. Internationella naturvårdsunionen IUCN kategoriserar den som livskraftig.